# 森本千吉 (柔術家)
森本千吉（もりもと せんきち、1886年（明治19年）3月20日 - 1950年（昭和25年）7月30日）とは、日本の柔術家である。

## 経歴
徳島県板野郡藍住町矢上の人。1886年（明治19年）3月20日生まれ。
幼少の頃から不動真徳流體術（柔術）を直江祐一（一専斎信男）から学ぶ。
1910年（明治43年）1月、23歳の時に不動真徳流の免許皆伝を受けた。
稽古着と弁当を背負い草鞋で中四国に武者修行に出たこともあったという。柔術の武者修行をしたのは徳島では森本が最後であった。
1916年（大正5年）5月に武徳会初段となる。
1917年（大正6年）12月に徳島市佐古八番町に真武館道場を開いた。伊予から立ち技に優れた岡村という道場荒しが来た時、森本は道場を締めきって一時間余り死闘し最後に寝技に入り不動真徳流のみじんわざで絞め落とした。その後、岡村は相当な期間滞在し森本から指導を受けた。
1919年（大正8年）9月に徳島警察署長前田亀三郎に実力を認められ巡査部長を拝命、徳島県警初の柔道専任教師となる。さらに、武徳会徳島支部の柔道専任教師となった。
1924年（大正13年）4月に佐古八番町から徳島市蔵本町に真武館道場を拡張移転した。
1927年（昭和2年）7月に師の直江祐一が死亡したので、高弟3人が使者となり不動真徳流印可状、兵法虎之巻、右上中下之三巻之秘印悉皆の送付を受け不動真徳流の後継者となる。
1929年（昭和4年）5月、大日本武徳会総裁・梨本宮守正王より柔道教士を受ける。
1937年（昭和12年）5月に50畳を大道場を新築した。この道場は個人の道場としては県下に類のない立派なものであった。また、池田村、三縄村、石井町天神、神山町広野、市場町大俣、藍住町名田、徳島市運輸課等に真武館の支部道場をおき、春秋には支部対抗試合を行っていた。
門弟は3000人以上いた。
1945年（昭和20年）8月、第二次世界大戦の終戦直前に建物疎開によって道場が取り壊された。
1946年（昭和21年）12月、県人で最初の八段となる。
戦後、柔剣道が進駐軍により禁止されたが柔道の必要性を力説し許され、警察官練習所で教え体育としての柔道を復活させた。
1950年（昭和25年）5月に徳島県徳島市蔵本町二丁目に真武館を新築再興した。真武館道場は森本善正が継いだ。
1950年（昭和25年）7月30日に亡くなり、墓は徳島県板野郡藍住町矢上の正法寺にある。

## 門人
- 近藤彦蔵
- 上崎隼雄
- 阿部周二
- 武田市郎
- 阿部謙四郎
- 吉田福一
- 森本善正
- 原田岩雄
- 速水昇一
- 中村益一（不動真徳流免許皆伝）
- 田中直助
- 山田多吉
- 浜修平
- 武田全二
- 佐藤直市
- 近藤咲太郎
- 納田末吉